# دوروتی دوور
دوروتی دوور (انگلیسی: Dorothy Devore؛ ‏ ۲۲ ژوئن ۱۸۹۹ – ۱۰ سپتامبر ۱۹۷۶) هنرپیشه اهل ایالات متحده آمریکا بود.
از فیلم‌هایی که وی در آن‌ها نقش داشته است، می‌توان به چه اهمیتی داره؟ اشاره نمود.